# 글리제 676 Ab
글리제 676 Ab 또는 HIP 85647 b는 적색 왜성 글리제 676 A를 돌고 있는 외계 행성으로, 제단자리 방향으로 지구로부터 약 53 광년 떨어져 있다. 질량은 목성의 약 4배이며 모항성으로부터 약 1.64 천문 단위 떨어져서 약 1,000일에 1회 공전한다. 다른 외계 행성들과 마찬가지로 이 행성의 궤도 경사각은 밝혀져 있지 않으며 거기에 궤도 이심률까지 불명확하다(대부분의 외계 행성들은 이심률 값은 확인되었다). 이 행성은 2009년 10월 19일 HARPS로 동시에 발견한 30개 외계 행성들 중 하나이다.

## 같이 보기
- 글리제 667 Cb